# Liste der Bodendenkmäler in Preußisch Oldendorf
Die Liste der Bodendenkmäler in Preußisch Oldendorf enthält die denkmalgeschützten unterirdischen baulichen Anlagen, Reste oberirdischer baulicher Anlagen, Zeugnisse tierischen und pflanzlichen Lebens und paläontologischen Reste auf dem Gebiet der ostwestfälischen Stadt Preußisch Oldendorf im  Kreis Minden-Lübbecke in Nordrhein-Westfalen (Stand: 17. Mai 2018). Diese Bodendenkmäler sind in Teil B der Denkmalliste der Stadt Preußisch Oldendorf eingetragen; Grundlage für die Aufnahme ist das Denkmalschutzgesetz Nordrhein-Westfalen (DSchG NRW).

## Legende
- Bild: zeigt ein Bild des Bodendenkmals
- Bezeichnung: nennt den Namen bzw. die Bezeichnung des Bodendenkmals
- Lage: gibt die Gemarkung, sofern vorhanden auch Straße und Hausnummer des Bodendenkmals sowie die Lage auf einer Karte an
- Beschreibung: liefert weitere Informationen zum Bodendenkmal
- Datierung: gibt den Zeitraum der Entstehung bzw. Nutzung an
- Eingetragen seit: gibt das Datum der Eintragung in die Denkmalliste an
- Denkmalnummer: gibt die Nummer des Bodendenkmals, mit der es in der Denkmalliste steht, an

## Liste der Bodendenkmäler in Preußisch Oldendorf
| Bild            | Bezeichnung                                          | Lage                                | Beschreibung | Datierung | Eingetragen seit | Denkmal- nummer |
| --------------- | ---------------------------------------------------- | ----------------------------------- | --- | --------- | ---------------- | --------------- |
| „Linkenberg“    | „Linkenberg“                                         | Preußisch Oldendorf Karte           | Aufgelassenes Steinbruchgelände mit umfangreichen, fossilführenden Schichtenfolgen vom Oberen Dogger bis in den Mittleren Malm. Einziger Aufschluss im Jura des Wiehengebirges. |           | 13. Juni 1995    | 1               |
| weitere Bilder  | St.-Ulricus-Kirche mit Kirchhof                      | Börninghausen An der Kirche 4 Karte | Mittelalterliche Kirche mit im Boden erhaltenen Spuren zweier älterer Bauphasen und einer noch älteren Siedlung, die bis in die Zeit um 800 zurückgeht. Kirchhof mit im Boden erhaltenen mittelalterlichen und neuzeitlichen Gräbern und Spuren der älteren, frühmittelalterlichen Siedlung. | um 800    | 19. Feb. 2008    | 2               |
| weitere Bilder  | Limberg                                              | Börninghausen Karte                 | Gräben und Wälle sowie sämtliche obertägig nicht sichtbaren, im Boden erhaltenen Wohn- und Befestigungsspuren einer mittelalterlichen Burganlage, bestehend aus Oberburg mit Bergfried, Unterburg, durch Palisade geschützter Vorburg, einem auf drei Seiten angelegten Graben mit wallartiger Gegenböschung und einem im Westen vorgelagerten Wallgrabensystem sowie Torhaus/Eselsburg an der Südwestecke des Forsthauses. |           | 17. Nov. 2008    | 3               |
| weitere Bilder  | Mittelalterliche Burganlage, genannt Schwedenschanze | Börninghausen Karte                 | Zwei von einem Graben getrennte 20 × 16 m bzw. 30 × 20 m große Plattformen, die von einem gemeinsamen Ringgraben mit Außenwall umgeben sind. Im Norden und Süden ist je ein zusätzlicher Wallkörper vorgelagert. |           | 4. Feb. 2015     | 4               |
| weitere Bilder  | Adelssitz Hollwinkel                                 | Hedem Hollwinkel Karte              | Herrenhaus und Wirtschaftsgebäude mit Spuren der früheren Bebauung, die obertägig sichtbar (Außengräfte) oder unsichtbar (Fundamentmauer, sog. Innengräfte) im Boden erhalten sind. |           | 11. Mai 2015     | 5               |
| Bild gesucht BW | Flurrelikte                                          | Börninghausen Karte                 | Reste zweier mittelalterlicher/frühneuzeitlicher Langstreifenfluren mit zahlreichen Wölbäckern von 12–18 m Breite und bis zu 0,30 m Höhe. |           | 22. Juni 2015    | 6               |
| Bild gesucht BW | Flurrelikte                                          | Börninghausen Karte                 | Reste einer mittelalterlichen/frühneuzeitlichen Langstreifenflur mit zehn Wölbäckern von ca. 18 m Breite und 0,30 m Höhe. |           | 22. Juni 2015    | 7               |
| Bild gesucht BW | Grubenfeld der Zeche Amalia, später Rudolph          | Harlinghausen Karte                 | Grubenfeld der Zeche Amalia, später Zeche Rudolph, mit großen Pingen, Halden, Terrassen, Hohlweg und Stützmauerresten. Bergwerk zur Förderung von Steinkohle und Eisenerz aus dem 19. und frühen 20. Jahrhundert. | 1840–1921 | 11. Jan. 2017    | 8               |
| Bild gesucht BW | Rummelsbruch                                         | Hedem Karte                         | Etwa 20 × 25 m großes, von einem flachen Wassergraben umgebenes Gelände an der nördlichen Grenze des Naturschutzgebietes Ellerburger Wiesen. Alte Speicher- und Bleichinsel, die ab 1581 Teil eines Witwengutes war, daher auch als Witweninsel bezeichnet wurde. |           | 21. März 2018    | 9               |